# 霍尔丹陨击坑
霍尔丹陨击坑（Haldane）是火星埃里达尼亚区的一座撞击坑，中心坐标位于南纬52.8度、西经230.7度处，直径约77公里。其名称取自英国生理学家暨遗传学家约翰·伯顿·桑德森·霍尔丹(1892年-1964年），1973年被国际天文联合会正式批准接受。
较小的普里斯特利陨击坑就位于霍尔丹陨击坑的东南。

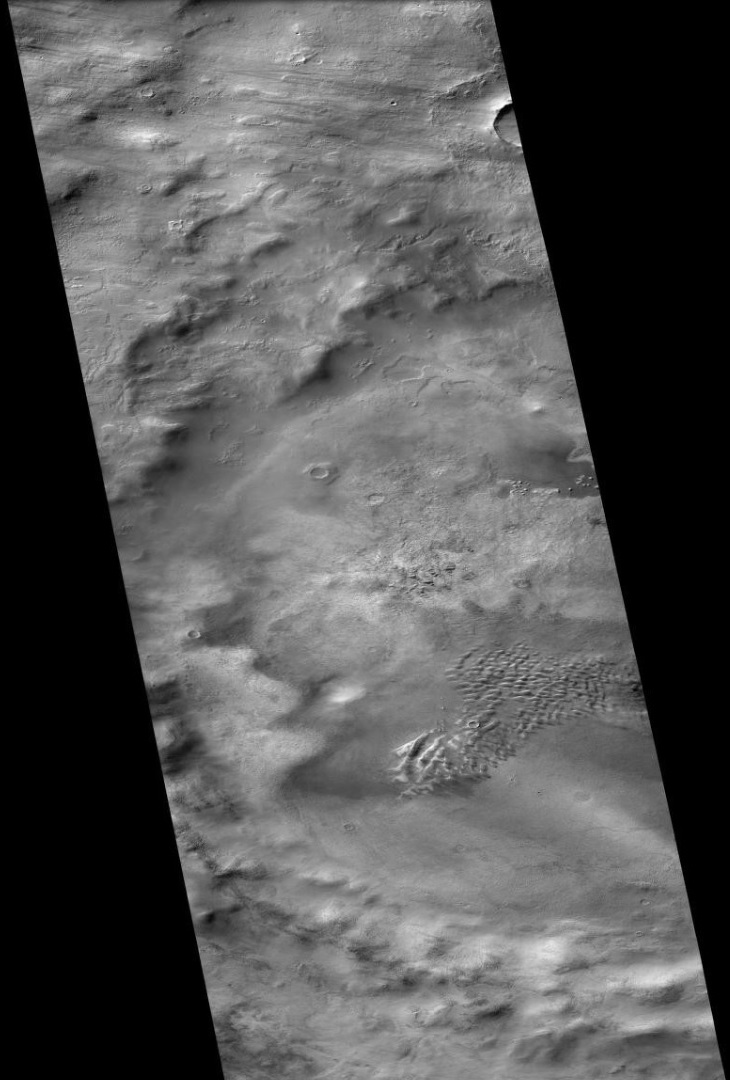
火星勘测轨道飞行器背景相机显示的霍尔丹陨击坑，坑底黑色部分是沙丘。
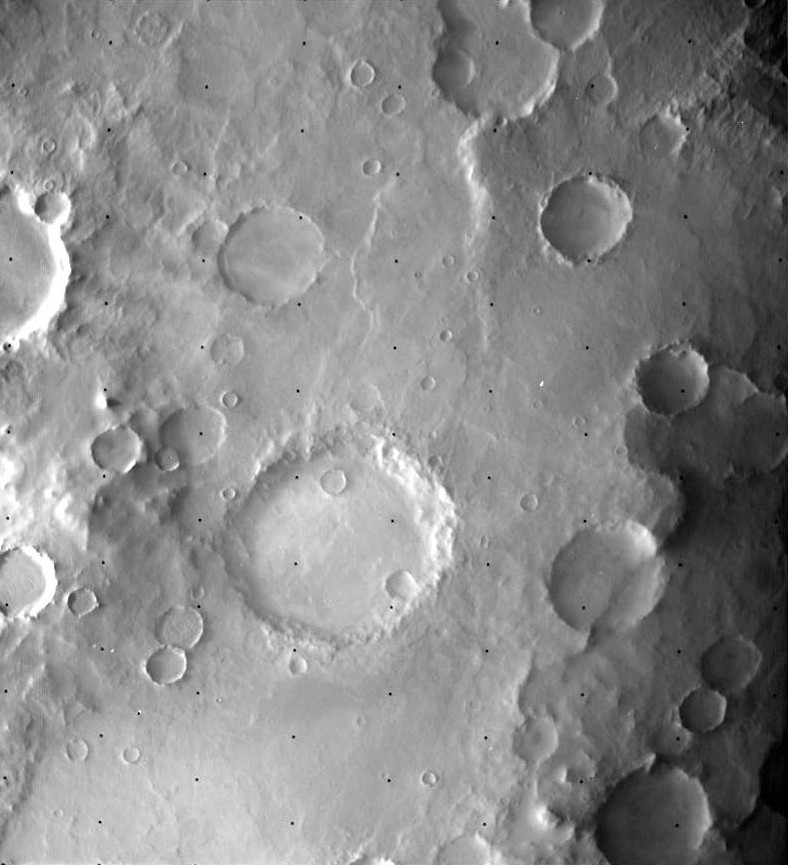
海盗1号轨道器拍摄的图像。
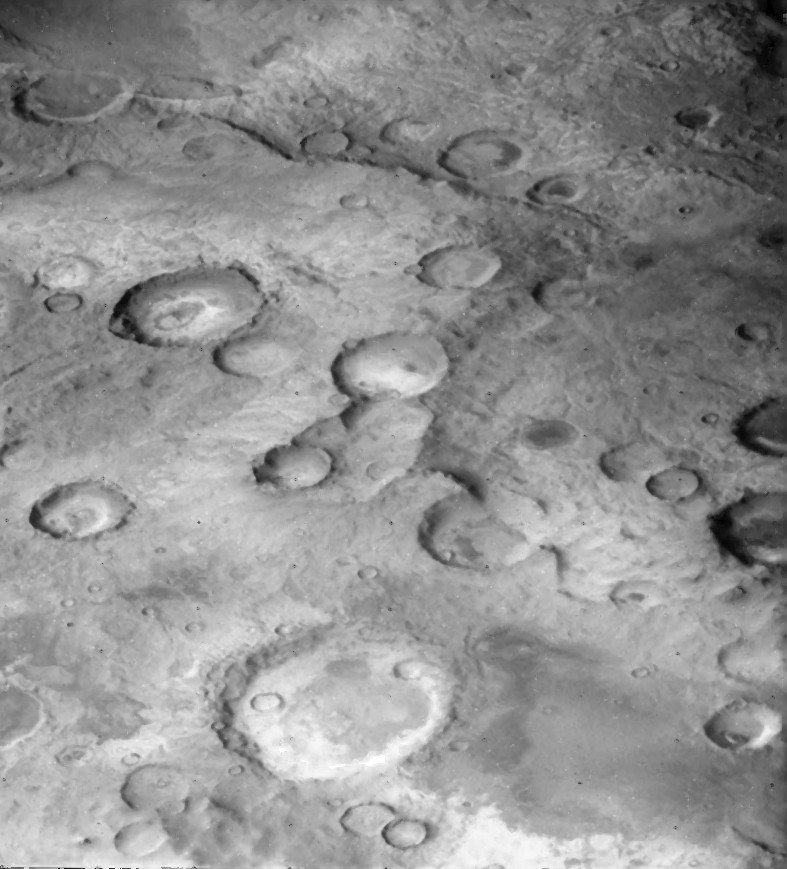
海盗1号轨道器拍摄的斜视图。

## 另请查看
- 火星撞击坑